# Пате (острів)
Пате (суах. Pate) — острів в Індійському океані, найбільший серед островів архіпелагу Ламу. Входить до складу Кенії. Територія - 80 км².

## Географія
Острів Пате розташований в західній частині Індійського океану, відокремлений від узбережжя Кенії вузькою протокою (близько 2,8 км). Фактично складається з декількох островів материкового походження, які з'єднуються під час відливу кораловими обмілинами. Довжина - 25,4 км. Ширина - до 10,7 км. Береги низькі, схильні до затоплення. 
Клімат екваторіальний посушливий. Середня річна температура коливається від 23 до 33 °C. Існує сезонна нестача питної прісної води.

## Природа
Природа острова істотно змінена людиною. Домінують культурні насадження кокосу, гвоздичного дерева, тютюну і т д. Однак острів'яни дбайливо ставляться до навколишнього середовища. На Пате обмежена кількість домашньої худоби і використання автомобільного транспорту. Збереглися мангрові ліси, мешкають безліч риб, морські черепахи і дюгони. 

## Історія
Згідно з літописною традицією, острів був колонізований в VII ст. групою сирійських арабів. Вони заснували місто Пате на західному узбережжі. У 1204 році тут утвердилась арабська династія Набхані, яка зберігала владу до 1866 р і мала царський титул фумамари. В середині XIV ст. представник династії Умари зумів підпорядкувати значну частину східного Африканського узбережжя. Можливо, що в XV ст. острів відвідував китайський мореплавець Чжен Хе. 
У XVI ст. місто Пате стало останнім з великих населених пунктів суахілі, які підпорядковувалися Португалії. Згідно з переказами, фумамари вирішив проявити смирення, коли дізнався, що всі міста на півдні вже були зруйновані. За це Набхані отримали можливість в подальшому керувати Пате. Спроби португальців нав'язати місцевим жителям християнство закінчилися невдачею. Основною релігією залишався іслам. У XVI - XVII ст. також виділилися відносно самостійні держави з центрами в селищах Сію та Фаза. 
У XVII ст. володарі Пате підтримали союз з Оманом проти португальців, за що ті зруйнували місто в 1678 р. Період кінця XVII - першої половини XVIII ст. став часом швидкого економічного розвитку, що було можливим завдяки протекторату оманських султанів і торгівлі чорношкірими рабами. 
У другій половині XVIII - першій половині XIX ст. мешканці Пате підтримали Момбасу в боротьбі з арабами (проти Оманського султанату, центр якого в XIX в. перемістився в Занзібар), але вона закінчилася фактичною поразкою. Поблизу Сію за наказом султана Занзібару звели фортецю. 
У 1873 році торгівля рабами була заборонена. Вихідці з Занзібару створили на Пате плантації спецій. Але в 1890 р. Пате потрапив під протекторат Великої Британії, яка обмежила цей район для відвідування іноземцями. В результаті, економіка острова занепала. 
У 1963 р Пате увійшов до складу незалежної Кенії. 